# Меркяша
Меркяша (рум. Mercheașa) — село у повіті Брашов в Румунії. Входить до складу комуни Хомород.
Село розташоване на відстані 190 км на північ від Бухареста, 50 км на північний захід від Брашова.

## Населення
За даними перепису населення 2002 року у селі проживали 534 особи.
Національний склад населення села:
| Національність | Кількість осіб | Відсоток |
| -------------- | -------------- | -------- |
| румуни         | 270            | 50,6%    |
| цигани         | 220            | 41,2%    |
| угорці         | 35             | 6,6%     |
| німці          | 9              | 1,7%     |

Рідною мовою назвали:
| Мова      | Кількість осіб | Відсоток |
| --------- | -------------- | -------- |
| румунська | 492            | 92,1%    |
| угорська  | 33             | 6,2%     |
| німецька  | 9              | 1,7%     |